# Nieuwenhove (Oost-Vlaanderen)

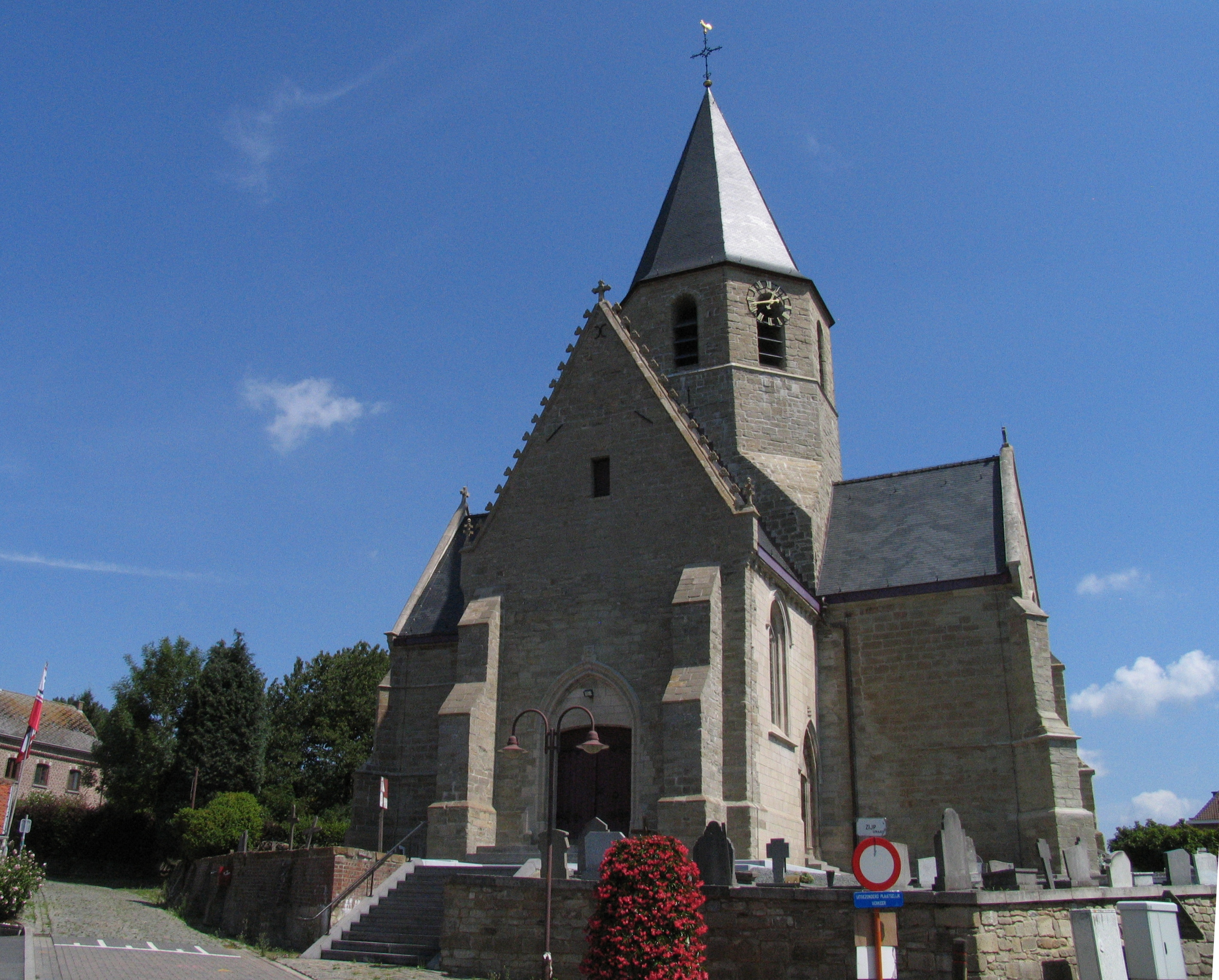
Sint-Jan-de-Doperkerk

Nieuwenhove is een dorp in de Belgische provincie Oost-Vlaanderen en een deelgemeente van de stad Geraardsbergen, het was een zelfstandige gemeente tot aan de gemeentelijke herindeling van 1977.
Het is een klein landelijk dorpje in de Denderstreek, in Zandlemig Vlaanderen, in een golvend landschap waarvan de hoogte varieert van 40m tot 75m.

## Geschiedenis
Nieuwenhove wordt voor het eerst in 1090 vermeld als 'Niwehove', een naam die zich duidelijk als 'nieuwe hoeve' laat lezen.
De parochie behoorde tot 1658 tot het kerngebied van de Baronie van Boelare, in de kasselrij en het Land van Aalst. Samen met Waarbeke vormde ze een heerlijkheid en een vierschaar. In 1658 werd deze heerlijkheid van de baronie van Boelare losgekoppeld en kwam ze tot aan de Franse Revolutie aan de familie Van Steenhout of de Steenhault.

## Bezienswaardigheden
- De gotische Sint-Jan Baptistkerk verraadt drie bouwcampagnes: de eigenlijke kerk met zijn achtkantige toren in de 13e eeuw, de dwarsbeuk en de kapel van de dorpsheren in de 15e eeuw, en het portaal in 1772. Het gebouw is sinds 1942 beschermd. Binnenin staat een gebeeldhouwde witstenen doopvont uit de 12e-13e eeuw.
- De Onze-Lieve-Vrouwekapel
- De Onze-Lieve-Vrouwe pijlerkapel

## Natuur en landschap
Nieuwenhove ligt aan het begin van de Vlaamse Ardennen op een hoogte van 40-75 meter. Nabij het dorp ligt Bos Nieuwenhove.

## Demografische ontwikkeling
- Bronnen:NIS, Opm:1831 tot en met 1970=volkstellingen; 1976 = inwoneraantal op 31 december

## Toerisme
Door dit dorp loopt onder meer de Denderroute zuid.

## Nabijgelegen kernen
Waarbeke, Vollezele, Denderwindeke, Zandbergen
Deelgemeenten: Geraardsbergen · Goeferdinge · Grimminge · Idegem · Moerbeke · Nederboelare · Nieuwenhove · Onkerzele · Ophasselt · Overboelare · Schendelbeke · Smeerebbe-Vloerzegem · Viane · Waarbeke · Zandbergen · Zarlardinge

Overige plaatsen: Atembeke · Smeerebbe · Vloerzegem

Belgische gemeenten · Arrondissement Aalst · Oost-Vlaanderen · Vlaanderen